# Horseshoe Curve

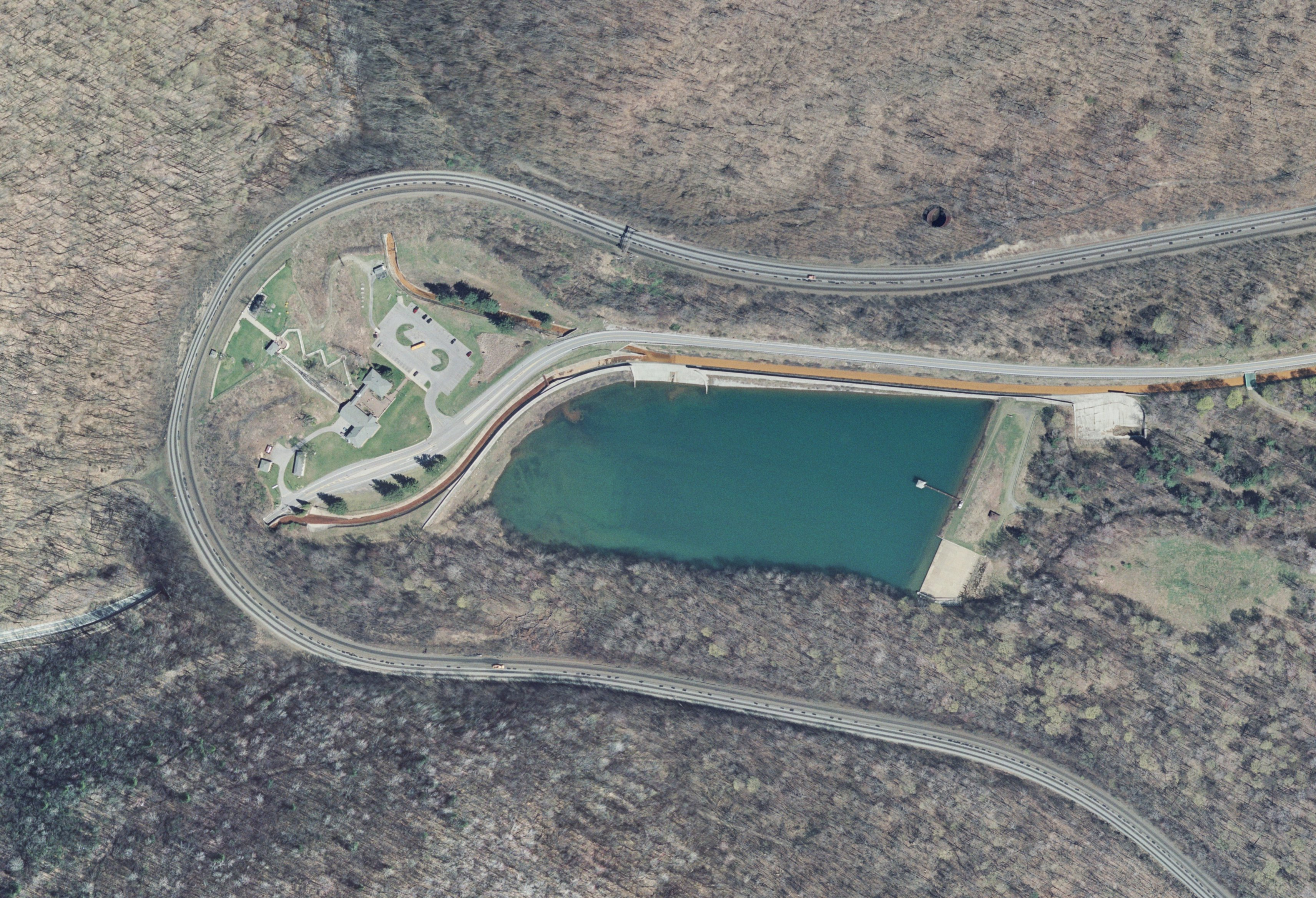
Satellitenbild der Horseshoe Curve – sie führt bergwärts gegen den Uhrzeigersinn

Die Horseshoe Curve (Hufeisenkurve) ist eine berühmte Eisenbahnkehre der Bahnstrecke Pittsburgh–Harrisburg bei Altoona im US-Bundesstaat Pennsylvania. Seit ihrer Fertigstellung ist sie Teil der wichtigen Eisenbahnstrecke von Harrisburg nach Pittsburgh über die Allegheny Mountains. Aufgrund ihrer Bedeutung hat die Horseshoe Curve seit November 1966 den Status eines National Historic Landmarks und ist als Struktur im National Register of Historic Places.

## Lage und Abmessung

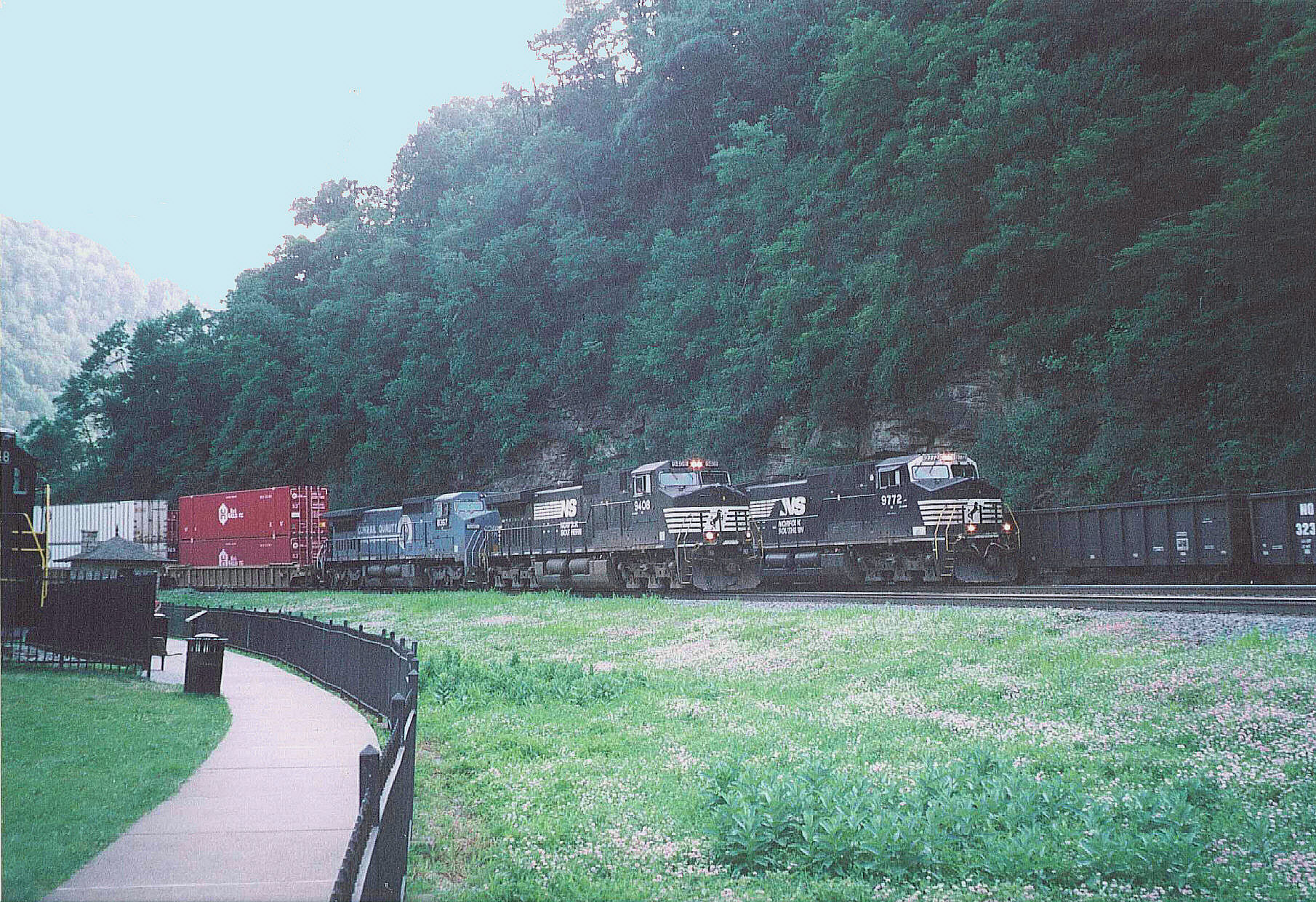
Drei Güterzüge gleichzeitig in der Horseshoe Curve – James G. Howes, Juli 2006

Die Horseshoe Curve befindet sich etwa acht Kilometer westlich von Altoona an den östlichen Abhängen der Allegheny Mountains. Die Trasse folgt hier dem kleinen Tal des Burgoon Run, der von den Bächen Glenwhite Run und Kittanning Run gebildet wird. Beide Seitentäler mussten beim Bau der Kurve überwunden werden. Heute führt zudem die Glenwhite Road unter der Bahnstrecke hindurch.
Die Kurve besteht aus einem Bogen von 220 Grad und ist dreigleisig. Der Radius des nördlichen Teils ist mit 194 m (637 ft) etwas größer als jener der südlichen Hälfte mit 186 m (609 ft), was eine Länge von 724 m (2375 ft) ergibt. Der gesamte Streckenteil im Burgoon Valley erzielt einen Höhengewinn von 37,2 m (122 ft), was einer Durchschnittssteigung von 17,3 ‰ (91 ft per mile) entspricht. In der Horseshoe Curve selbst ist die Steigung auf 14,5 ‰ reduziert.
1992 wurde für 6 Millionen Dollar ein durch das Altoona Railroaders Memorial Museum betreutes Besucherzentrum errichtet, inklusive einer kurzen Standseilbahn hinauf zur Bahnstrecke. Im Park neben den Gleisen war von 1957 bis 1985 eine Dampflokomotive der Pennsylvania-Railroad-Klasse K4 aufgestellt. Dann löste eine Diesellok vom Typ EMD GP9 sie ab.

## Geschichte

Die Kurve vor 1879

In den 1840ern baute die Pennsylvania Railroad (PRR) eine Eisenbahnstrecke, um den Osten Pennsylvanias mit Pittsburgh im Westen zu verbinden. Besondere Schwierigkeiten bereitete hier die Errichtung einer Trasse an der steilen Ostseite der Allegheny Mountains. Seit 1834 gab es zwar die Allegheny Portage Railroad etwas südlich der heutigen Bahn, diese konnte das Gebirge aber nur mit Hilfe von insgesamt zehn Standseilbahnen bewältigen.
Der PRR-Ingenieur John Edgar Thomson entwarf eine Bahn, die den natürlichen Wasserläufen von Burgoon Run und Sugar Run folgte. Da eine direkte Linie zwischen beiden Tälern eine zu große Steigung von mehr als 40 ‰ gehabt hätte, führte Thomson die Trasse oberhalb des Burgoon Run den Hang entlang bis zum Berg Kittanning Point und dann durch die Horseshoe Curve wieder ein Stück talauswärts. So konnte die Steigung auf akzeptable 17,5 ‰ verringert werden.
Für den Bau waren von 1851 bis 1853 bis zu 450 irische Immigranten aus dem County Cork beschäftigt. Mit einfachen Werkzeugen wie Pickel, Schaufel und Schwarzpulver hatten sie einerseits die Bahnlinie in den Berghang zu graben und andererseits den Bahndamm über die Täler des Glenwhite Run und des Kittanning Run aufzuschütten. Am 15. Februar 1854 wurde die Horseshoe Curve als Teil der zweigleisigen Eisenbahn über die Alleghenys eröffnet.
Die Kehre blieb seither im Wesentlichen unverändert. Wegen des stark gestiegenen Verkehrsaufkommens wurde die technische Ausrüstung des Streckenabschnittes ständig verbessert. 1875 wurden Blocksignale eingeführt, die ab 1900 automatisch arbeiteten. Die ursprünglich zweigleisige Strecke wurde 1898 um ein Gleis und 1900 um ein weiteres Gleis erweitert. In der ersten Hälfte des 20. Jahrhunderts führten Nebengleise von der Horseshoe Curve zu Kohlenminen im Kittannig- und Glenwhite-Tal, außerdem gab es eine kleine Frachtstation und die Passagierhaltestelle Kittanning Point.
Im Rahmen von Landschaftsmaßnahmen erhielt 1879 die Kurveninnenseite einen parkähnlichen Zustand. Dieser war von der Haltestelle Kittanning Point aus zugänglich. Ab 1890 begann die Pennsylvania Railroad im Rahmen von Werbemaßnahmen, die Horseshoe Curve als technisches Meisterwerk der Gesellschaft besonders herauszustellen. 1932 wurde eine Straße ins Innere der Kurve gebaut, die eine bequeme Zufahrt ermöglichte. Schon bald wurde die Kurve eine wichtige Attraktion für Eisenbahnfreunde und sonstige Touristen.
Die Bahnstrecke war so bedeutsam, dass die Horseshoe Curve und die nahen Gallitzin-Tunnels während der beiden Weltkriege bewacht wurden. Im Zweiten Weltkrieg waren sie Ziel des Sabotageunternehmens Unternehmen Pastorius.
Nach dem Zusammenbruch der PRR-Nachfolgegesellschaft Penn Central konsolidierte Conrail in den 1970ern das ost-amerikanische Bahnsystem. Für die Horseshoe Curve bedeutete dies den Rückbau auf die gegenwärtigen drei Gleise.
Seit der Aufteilung von Conrail gehört die Horseshoe Curve zum Netz der Norfolk Southern Railway. Durch die Horseshoe Curve fahren heute täglich etwa 60 bis 80 Güterzuge sowie der Personenzug „Pennsylvanian“ von Amtrak. Das Baseballteam von Altoona, die Altoona Curve, ist nach der Horseshoe Curve benannt.
Die Horseshoe Curve wurde 2003 von der American Society of Civil Engineers in die List of Historic Civil Engineering Landmarks aufgenommen.